# Юридична драма
Юридична драма — жанр кіно та телебачення, який зазвичай зосереджується на розповідях про юридичну практику та систему правосуддя (судова драма). Американський інститут кіномистецтва (AFI) визначає «драму в залі суду» (англ. courtroom drama) як жанр фільму, в якому система правосуддя відіграє вирішальну роль у наративі фільму. Юридичні драми також розповідали про життя вигаданих адвокатів, відповідачів, позивачів або інших осіб, пов'язаних з адвокатською практикою, присутніх у телешоу чи фільмі. Юридичні драми відрізняються від поліційних кримінальних драм або детективів, які зазвичай зосереджуються на поліціянтах або детективах, які розслідують і розкривають злочини. Основною темою юридичних драм найчастіше є події, що відбуваються в залі суду, але вони можуть включати будь-які етапи судової процедури, як-от засідання присяжних або робота в юридичних фірмах. Деякі юридичні драми переосмислюють реальні справи, які розглядалися в суді, як-от п'єса «Пожнеш буревій», що пізніше стала основою кількох фільмів, у якій присутній вигаданий суд на основі «мавпячих процесів» проти Скопса. Як жанр, термін «юридична драма» зазвичай застосовується до телевізійних шоу та фільмів, тоді як «юридичний трилер» (legal thriller) зазвичай стосуються романів і п'єс.

## Тематика
Юридичні драми зазвичай зображують моральні дилеми, які виникають під час правової практики або участі в системі правосуддя, багато з яких відображають дилеми в реальному житті. Журнал Американської асоціації юристів пояснив, що громадське задоволення від юридичних драм відбувається тому, що «історії про правову систему пронизані людською вразливістю». Дійсно, хоча в них «немає автомобільних погонь та не застосовується зброя», юридичні драми зберігають велику кількість прихильників через представлення моральної інтриги в обставинах, які насправді відображають те, що відбувається в реальному світі.
Юридичні драми можуть представляти історії про судові помилки, наприклад, про осіб, помилково засуджених за злочин, якого вони не вчиняли. Іноді історії можуть включати моральні наслідки неправомірної поведінки поліції, як-от підкидання чи підробка доказів, як, наприклад, у фільмі 1993 року «В ім'я батька». Найчастіше юридичні драми зосереджуються на поглядові адвокатів, коли вони постають перед цими труднощами. Наприклад, у «Практиці», телевізійному юридичному драматичному серіалі про фірму адвокатів у кримінальних справах, загальною темою є труднощі захисту клієнтів, вина яких цілком зрозуміла або яких вважають винними.
Нарешті, багато юридичних драм представляють теми, які відображають політизовані проблеми. У фільмі 1960 року «Пожнеш буревій» політизованою проблемою була законність статуту штату Теннессі, згідно з яким викладання теорії еволюції в державній школі було заборонено. У міру того як змінюються закони та погляди на державну політику, змінюються й теми, представлені в юридичних драмах. У фільмі 1992 року «Декілька хороших хлопців» досліджується психологія виконання наказів вищого керівництва, наприклад виправдання злочинних дій, оскільки вони були вчинені лише «за наказом». Фільм «Філадельфія» (1993) присвячений гомофобії, дискримінації та страху суспільства перед носіями ВІЛ/СНІДу. У 1996 році «Народ проти Ларрі Флінта» розповідає про перші роки журналу «Hustler» і проблеми непристойності та свободи слова. «Ви не знаєте Джека» (2010) — вигаданий фільм на основі біографії доктора Джека Кеворкяна та судових позовах, з якими він зіткнувся в результаті надання послуг евтаназії пацієнтам у термінальній стадії хвороби. Расова несправедливість залишається поширеною темою, починаючи з фільму «Вбити пересмішника» 1962 року й закінчуючи фільмом «Маршалл» 2017 року.